# Luc Baggio
Pour les articles homonymes, voir Baggio.
Luc Baggio, né le 11 août 1949 à Mayenne, est un athlète français, spécialiste du 400 mètres haies.

## Biographie
Sociétaire du Paris Université Club, il remporte deux titres de champion de France du 400 m haies, en 1973 et en 1977.
En 2001, candidat sur la liste Union pour le renouveau de Versailles (URV) conduite par Henry de Lesquen, il est élu conseiller municipal. Il le reste jusqu'en 2008.

### Palmarès
- Championnats de France d'athlétisme :
  - 2 fois vainqueur du 400 m haies seniors de la Fédération française d'athlétisme en 1973 en 50 s 8 et en 1977[2].
  - vainqueur du 400 haies Jeunes gens ASSU de 1976, en 50 s 83 au temps électrique, en sa qualité d’universitaire à Paris V[3].

### Records
| Épreuve     | Performance | Lieu | Date |
| ----------- | ----------- | ---- | ---- |
| 400 m haies | 50 s 39     |      | 1976 |